# All-America Selections

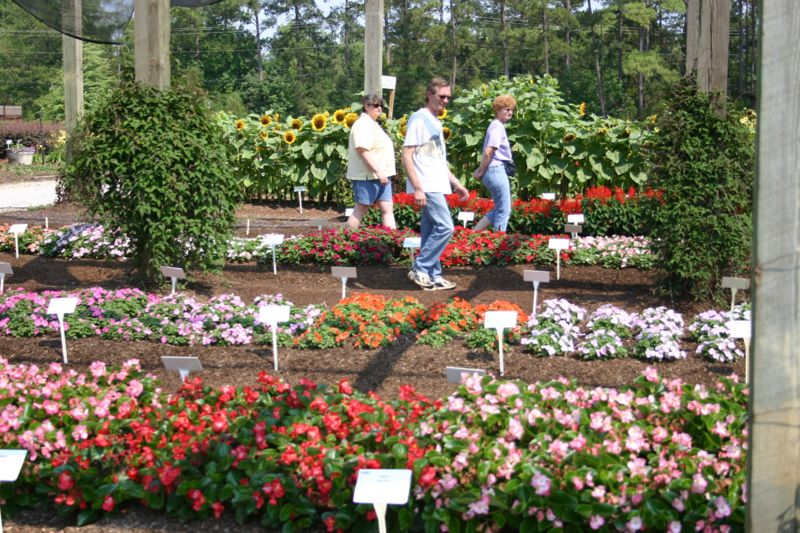
Des visiteurs de Park Seed Company inspectent les essais en ligne de l'AAS lors de la Journée des champs, Park Seed Company, Greenwood, SC

All-America Selections (AAS) est une organisation américaine qui teste de nouvelles variétés de semences à utiliser en jardinage, et promeut celles jugées les plus performantes grâce à un système de récompenses (AAS Winners). Le programme de tests implique des professionnels de l'horticulture.

## Organisation
L'AAS a été fondée par Ray Hastings en 1932, ce qui en fait la plus ancienne organisation internationale d'essais de semences et de plantes en Amérique du Nord. Cette organisation est dirigée par un conseil composé de quatre directeurs et six administrateurs.